# Enric Argullol
Enric Argullol i Murgadas (Barcelona, 1946) es un jurista español. Catedrático de Derecho Administrativo, fue el primer rector de la Universidad Pompeu Fabra.

## Trayectoria

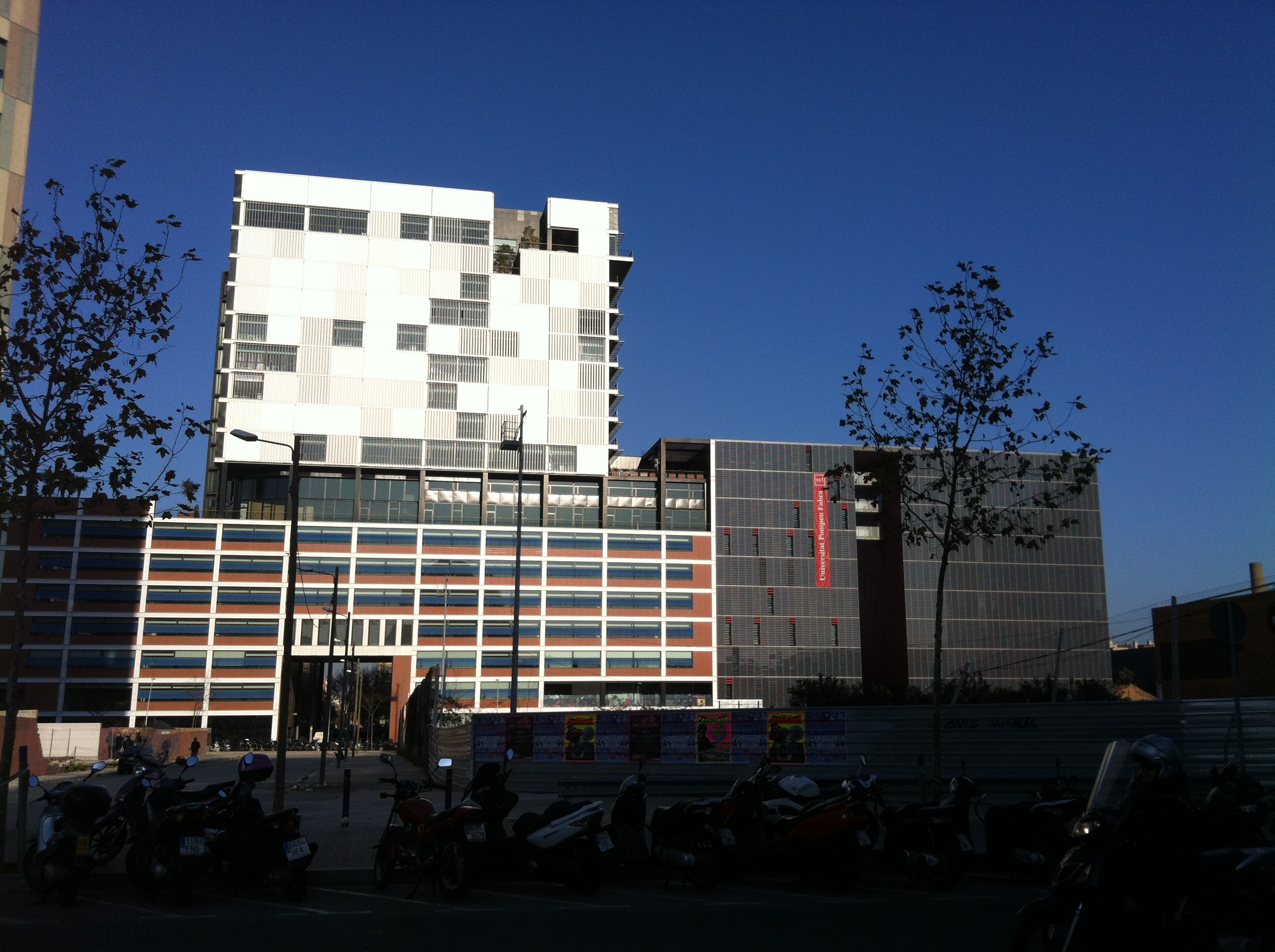
Universidad Pompeu Fabra, campus Poblenou.

Enric Argullol fue nombrado miembro de la Comisión Jurídica Asesora de la Generalidad de Cataluña en 1979, en los inicios de la nueva etapa democrática, hasta finales de 1981. Volvió al órgano asesor de la Generalidad en 1988 y permaneció en él hasta marzo de 2017, momento en el que presentó su dimisión. Su renuncia se debió al malestar que vivía la Comisión Asesora desde hacía tiempo y a su distanciamiento del presidente, Albert Lamarca.
Rector de la Universidad Pompeu Fabra desde su creación, en junio de 1990, lo fue hasta junio de 2001. Previamente había sido comisionado para la promoción de la Universitat Nova de Catalunya —entidad que va a impulsar el nuevo proyecto universitario— y presidente de la comisión gestora. Le sucedió en el cargo la profesora Rosa Virós, que estuvo al frente de la institución hasta mayo de 2005. En 2016 se le concedió la Cruz de Sant Jordi por su trayectoria en el ámbito del derecho y especialmente por su tarea como primer rector de la Universidad Pompeu Fabra. Durante su mandato apostó por un modelo de universidad pública, de calidad y abierta al mundo.

### Veguerías
Como experto en organización administrativa, comunidades autónomas, urbanismo y derecho de aguas, el Gobierno catalán le encargó en 2007 un estudio sobre la futura organización territorial de Cataluña que debía servir como documento de referencia para la ponencia parlamentaria que abordara la reforma de la actual ley de organización territorial.